# The Brotherhood V: Alumni
Série The Brotherhood
The Brotherhood IV: The Complex
(2005) The Brotherhood VI: Initiation
(2009)
Pour plus de détails, voir Fiche technique et Distribution.
The Brotherhood V: Alumni est un film d'horreur homoérotique américain réalisé par David DeCoteau, sorti en 2009.

## Synopsis
Un an après il y a une mauvaise plaisanterie a un bal d'étudiant et le massacre commence.

## Fiche technique
Sauf indication contraire, les informations mentionnées dans cette section peuvent être confirmées par la base de données cinématographiques IMDb,  présente dans la section « Liens externes ».
- Titre original et français : The Brotherhood V: Alumni
- Réalisation : David DeCoteau
- Scénario : Moses Rutegar
- Musique : Jerry Lambert
- Décors : Joseph Benjamin Stewart
- Costumes : n/a
- Photographie : Howard Wexler
- Montage : Danny Draven
- Production : Paul Colichman, Stephen P. Jarchow et John Schouweiler
- Société de production : Rapid Heart Pictures
- Société de distribution : n/a
- Pays de production :  États-Unis
- Langue originale : anglais
- Format : couleur
- Genre : horreur homoérotique
- Durée : 86 minutes
- Date de sortie :
  - États-Unis : 18 janvier 2009
- interdit aux moins de 12 ans

## Distribution
- Brett Novek : Randall
- Arthur Napiontek : Ted
- Nathan Parsons : Holden
- Maria Aceves : Betty
- Preston Davis : Schwartz
- Oskar Rodriguez : Leslie
- Lindsey Landers : Amy

## Production
Le tournage a lieu à Los Angeles, en Californie.